# 忍者與殺手的同住日常
《忍者與殺手的同住日常》是漢堡創作的日本漫畫作品，於Vol.90起在雜誌《漫畫電擊大王》上連載。改編電視動畫於2025年4月至6月播放。

## 登場人物
草隱里子（聲：三川華月）
本作的主人公。一名逃出村子的忍者，擁有使用忍術將物體變成樹葉的能力，隨著故事發展也能將部分樹葉還原成原來的物體。雖然她戰鬥力很差，但由於在村子裡只打零工，所以各種家務都能做。過去多次受到同伴宣傳的影響，時常無意間離開村莊成為一個逃亡忍者（本人稱只是在旁泡茶並附和而已，下一秒回過神來就在村外了），遇見古賀木葉時已經是第8次，在解決追殺的兩名女忍者後和木葉一起同居。
古賀木葉（聲：花澤香菜）
她乍看之下只是個普通的女高中生，但真實身分是殺手。初登場時在殺手評價排名中第210名，因為該排名中一使用部分個人服務會使排名下降、外加上自己不太會善後殺人現場因此讓家中顯得髒亂，為此煩惱之際看到里子的忍術優點並邀請她和自己一起執行任務。「古賀木葉」是她的化名之一，真實姓名不詳。
井堤瑪琳（聲：芹澤優）
視木葉為對手的刺客少女。自己本身沒有任何戰鬥能力，但可以使用各種發明進行戰鬥。
黑（聲：喜多村英梨）
與里子一起逃出村莊的忍者首領。可以使用記憶抹除忍術。心地善良。
無業，沉迷於小鋼珠並自得其樂，本人稱由於戶籍身分等該方面的申請問題而無法找工作。
與百合子同居中。
百合子（聲：大久保瑠美）
和黑同居的一般人
身材豐滿、性格溫柔且有常識的美女，但對於忍者或殺手這樣的存在可以毫不猶豫的接受這點來看，其實也算是個怪人。
機器子（聲：三川華月）
由瑪琳製作以里子為原型的機器人。擁有許多遠遠超越里子的便利功能。
井堤湊（聲：田中愛美）
井堤瑪琳的姊姊。與妹妹相同均為瘋狂科學家，但與妹妹不同懂得以醫學與藥學知識來進行戰鬥。
吉田碧子（聲：小倉唯）
古賀木葉的同班同學。
紅葉
黑以前所認識，目前擔任小公司社長的女忍者。

### 草隱村忍者
草隱富美子（聲：M・A・O）
追殺逃亡忍者的女忍者之一，被古賀木葉所殺。
草隱未知瑠（聲：守屋亨香）
追殺逃亡忍者的女忍者之一，身上攜帶著偵測雷達，被古賀木葉所殺。
草隱飛鳥（聲：楠木燈）
喜歡園藝的女忍者，跟美登里同住且一搭一唱。過去曾是與富美子、美登里在閒暇時刻一起喝酒談論未來生活與夢想的好友，在百貨公司廁所內試圖要追殺里子的當下被古賀木葉所殺。
草隱美登里（聲：石上靜香）
面帶防毒面具的女忍者。跟飛鳥同住且一搭一唱。宣稱擅長使用各種毒藥，曾在咖啡裡面摻入了毒藥試圖毒害木葉，但最後被古賀木葉所殺。
草隱亞里沙（聲：羊宮妃那）
平常是居住在小公寓裡面，並負責部分小公司的袖珍面紙宣傳單包裝工作的女忍者，在接了懸賞里子10萬日圓的委託單之後開始追殺其。擅長使用盔甲戰鬥，有著只要集中盯上單一對手就會增強力量的特性，最後一時大意被古賀木葉所殺。
草隱綾香（聲：鳴海舞）
臉上有類似長條狀傷疤縫線的女忍者。知道里子所使用的忍術中能夠將變成葉子的物品回復原樣的秘密，並將之前被殺變成葉子的同伴們給逐次收集過來，但在里子面前宣讀計畫書的內容時被古賀木葉所殺。
草隱彩花（聲：石見舞菜香）
手上持有火箭炮、身材豐滿且身為過去與黑一起叛逃出村的女忍者。本身不是追兵，但在知道黑與百合一起同住的事情後試圖想當場殺掉百合，但因為里子當場衝出來想保護百合而被古賀木葉所殺。
草隱真央（聲：古賀葵）

草隱櫻（聲：伊藤彩沙）

草隱蟹江（聲：大地葉）

草隱花林（聲：內山夕實）

草隱明電（聲：皆口裕子）

草隱由加利（聲：新谷真弓）

## 出版書籍
| 卷數 | KADOKAWA       | KADOKAWA                                                | 台灣角川      | 台灣角川               |
| 卷數 | 發售日期       | ISBN                                                    | 發售日期      | ISBN                   |
| ---- | -------------- | ------------------------------------------------------- | ------------- | ---------------------- |
| 1    | 2022年1月27日  | ISBN 978-4-04-914191-7                                  | 2025年4月24日 | ISBN 978-626-415-556-4 |
| 2    | 2022年11月25日 | ISBN 978-4-04-914737-7                                  | 2025年4月24日 | ISBN 978-626-415-557-1 |
| 3    | 2023年7月26日  | ISBN 978-4-04-915164-0                                  | 2025年5月22日 | ISBN 978-626-415-703-2 |
| 4    | 2024年4月26日  | ISBN 978-4-04-915713-0                                  | 2025年5月22日 | ISBN 978-626-415-704-9 |
| 5    | 2025年3月27日  | ISBN 978-4-04-916358-2 ISBN 978-4-04-916359-9（特裝版） |               |                        |

## 電視動畫
2024年4月宣布改編為電視動畫。於2025年4月至6月播放。

### 製作人員
- 原作：漢堡
- 導演：宮本幸裕
- 劇本統籌：東富耶子
- 劇本：西部真帆
- 人物設定：潮月一也
- 美術導演：飯島壽治
- 色彩設計：渡邊康子
- 攝影導演：藤田和意
- 編輯：松原理惠
- 音響導演：龜山俊樹
- 音響製作：Bit Groove Promotion
- 音樂：葛西龍之介
- 音樂製作人：齋藤滋、
- 音樂製作：Heart Company
- 動畫製作：SHAFT[2]
- 製作：忍殺製作委員會

### 主題曲
片頭曲
演唱：花澤香菜，作詞：ケンモチヒデフミ，作曲、編曲：井上拓
片尾曲
演唱：HoneyWorks feat.ハコニワリリィ，作詞、作曲、編曲：HoneyWorks、MARUMOCHI

### 各話列表
| 話數   | 標題                   | 分鏡               | 演出               | 作畫監督 | 總作畫監督                             | 首播日期       |
| ------ | ---------------------- | ------------------ | ------------------ | --- | -------------------------------------- | -------------- |
| 第1葉  | 忍者與殺手的相遇       | 宮本幸裕、潮月一也 | 宮本幸裕           | 潮月一也、山村洋貴、伊藤良明、杉山延寬、高野晃久、岩本里奈                                                           | 潮月一也、高野晃久                     | 2025年 4月10日 |
| 第2葉  | 忍者與殺手的日常       | 八瀨祐樹           | 藤田星平           | 伊藤良明、許有真、淺井昭人、築山翔太、清水勝祐、二瓶令曉、和田賢人、多田和春、富春、郭書夢                           | 潮月一也、高野晃久                     | 4月17日        |
| 第3葉  | 忍者與殺手的工作       | 宮崎修治           | 角谷理             | 宮嶋仁志、松崎嘉克、鮫島壽志、笹川彌幸、二瓶令曉、北島勇樹、中熊太一、堀野優子                                       | 潮月一也、高野晃久                     | 4月24日        |
| 第4葉  | 忍者與殺手的關係       | 葉摘田緒           | 松村幸治           | 伊藤良明、許有真、淺井昭人、清水勝祐、河島久美子、多田和春、富春、郭書夢                                             | 潮月一也、高野晃久                     | 5月1日         |
| 第5葉  | 機器人與殺手的兩人生活 | 德留夢奈、吉澤翠   | 德留夢奈、吉澤翠   | 伊藤良明、淺井昭人、宮嶋仁志、築山翔太、鮫島壽志、多田和春、富春                                                     | 潮月一也、高野晃久、山村洋貴           | 5月8日         |
| 第6葉  | 巨乳與殺手的兩人生活   | 澀田直彰           | 澀田直彰           | 松崎嘉克、二瓶令曉、和田賢人、河島久美子、蔣航岑、蘭雯麗                                                             | 潮月一也、高野晃久、山村洋貴           | 5月15日        |
| 第7葉  | 殺手與同學的朋友       | 葉摘田緒           | 藤田星平           | 宮嶋仁志、淺井昭人、清水勝祐、松崎嘉克、鮫島壽志、和田賢人、多田和春、蔣航岑、郭書夢、蘭雯麗                         | 潮月一也、高野晃久、山村洋貴           | 5月22日        |
| 第8葉  | 忍者與殺手的大房子     | 松村幸治           | 松村幸治           | 許有真、淺井昭人、清水勝祐、二瓶令曉、築山翔太、北島勇樹、中熊太一、郭書夢、蔣航岑、富春                             | 潮月一也、高野晃久、山村洋貴           | 5月29日        |
| 第9葉  | 忍者與殺手與實驗       | 角谷理             | 角谷理             | 、笹川彌幸、蘭雯麗、河島久美子、淺井昭人、松崎嘉克、和田賢人、劉劍                                                   | 潮月一也、高野晃久、伊藤良明、山村洋貴 | 6月5日         |
| 第10葉 | 忍者與殺手的小寶寶     | 宮崎修治           | 宮崎修治           | 淺井昭人、宮嶋仁志、清水勝祐、富春、宮井加奈、郭書夢、蔣航岑、笹川彌幸、松本和志、鮫島壽志、宮崎修治                 | 潮月一也、高野晃久、伊藤良明、山村洋貴 | 6月12日        |
| 第11葉 | 忍者與殺手的大危機     | 高橋裕哉           | 藤田星平、澀田直彰 | 、清水勝祐、淺井昭人、和田賢人、築山翔太、松崎嘉克、笹川彌幸、北島勇樹、富春、蘭雯麗、王瑞浩                         | 潮月一也、高野晃久、伊藤良明、山村洋貴 | 6月19日        |
| 第12葉 | 忍者與殺手的兩人生活   | 葉摘田緒、吉澤翠   | 宮本幸裕           | 山村洋貴、淺井昭人、宮井加奈、許有真、清水勝祐、宮嶋仁志、奧川晶沙、鮫島壽志、蔣航岑、郭書夢、蘭雯麗、富春、長田寬人 | 潮月一也、高野晃久、伊藤良明、山村洋貴 | 6月26日        |

### BD
| 卷数 | 发售日期          | 收录话数     | 规格编号  |
| ---- | ----------------- | ------------ | --------- |
| 1    | 2025年7月25日     | 第1话—第4话  | KAXA-9031 |
| 2    | 2025年8月27日预定 | 第5话—第8话  | KAXA-9032 |
| 3    | 2025年9月26日预定 | 第9话—第12话 | KAXA-9033 |

## 外部連結
- 動畫《忍者與殺手的同住日常》官方網站（日語）
- 電視動畫《忍者與殺手的同住日常》官方的X（前Twitter）